# Ingeborg-Bachmann-Preis 1996
Der Ingeborg-Bachmann-Preis 1996 war der 20. Wettbewerb um den Literaturpreis bei den Tagen der deutschsprachigen Literatur. Die Veranstaltung fand vom 25. bis 30. Juni 1996 im Klagenfurter ORF-Theater des Landesstudios Kärnten statt.

## Autoren
- Kurt Aebli
- Jürg Beeler
- Jan Peter Bremer
- Adelheid Dahimène
- Arno Geiger
- Heiko Michael Hartmann
- Peter Henning
- Alban Nikolai Herbst
- Felicitas Hoppe
- Johannes Jansen
- Andreas Mand
- Herbert Maurer
- Lydia Mischkulnig
- Alex Muggler
- Richard Obermayr
- Sonja Röder
- Sonja Ruf
- Ingo Schramm
- Yoko Tawada
- Sissi Tax
- Josef Winkler
- Hansjörg Zauner

## Juroren
- Klaus Amann
- Verena Auffermann
- Peter Demetz (Sprecher der Jury)
- Franz Haas
- Thomas Hettche
- Christoph Kuhn
- Iris Radisch
- Hardy Ruoss
- Ferdinand Schmatz
- Wilfried F. Schoeller
- Sabine Scholl

## Preisträger
- Ingeborg-Bachmann-Preis (dotiert mit 200.000 ÖS): Jan Peter Bremer für Der Fürst spricht
- Preis des Landes Kärnten (dotiert mit 100.000 ÖS): Johannes Jansen für Dickicht Anpassung
- Ernst-Willner-Preis (85.000 ÖS): Felicitas Hoppe für Das Richtfest
- Bertelsmann-Literaturpreis (dotiert mit 10.000 DM): Lydia Mischkulnig für Bande
- 3sat-Stipendium (dotiert mit 6.000 DM): Heiko Michael Hartmann für MOI